# Leo Fitz
Leopold James Fitz je fiktivní postava z fikčního světa Marvel Cinematic Universe, která se následně objevila i v komiksech vydavatelství Marvel Comics. Postava, kterou vytvořili Joss Whedon, Jed Whedon a Maurissa Tancharoen, se poprvé objevila v pilotní epizodě seriálu Agenti S.H.I.E.L.D. v roce 2013 a od začátku ho hrál Iain De Caestecker. V seriálu je Fitz jednou z nejlepších vědeckých myslí S.H.I.E.L.D.u. Jeho vědecké znalosti jsou obrovské a jako inženýr a vynálezce vyvinul mnoho základních zařízení pro S.H.I.E.L.D. Mnoho z jeho příběhů zahrnuje jeho vztah s jeho nejlepší přítelkyní, kolegyní a později manželkou Jemmou Simmonsovou. V průběhu sérií utrpěl Fitz několik traumat a uvědomil si temnější a nemilosrdnější stránku své postavy. Jeho temnější alter-ego je obecně známé jako The Doctor (v překladu Doktor). V sedmé řadě pomohl týmu sestrojit LMD Phila Coulsna.

## Fiktivní biografie
V první sérii přijde Leo Fitz do týmu agenta Phila Coulsona jako specialista na strojírenství a zbraně. Už od začátku má úzké pouto s kolegyní agentkou Jemmou Simmonsovou, s níž se seznámil na S.H.I.E.L.D. akademii. Oba jsou nejmladšími absolventi vědecké a strojírenské divize. Ke konci sezóny zjistí Fitz a Simmonsová, že Grant Ward je agent Hydry, a pro jejich bezpečí se zavřou v lékařské kapsli. Tu ale Grand Ward vyhodí do oceánu. Zatímco jsou oba uvězněni na dně oceánu, Fitz vyzná své city k Simmonsové, než se obětuje, aby ji zachránil. Následně se Jemmě podaří vyplavat s Fitzem na hladinu kde je zachrání Nick Fury. Fitz ale utrpěl poškození spánkového laloku nedostatkem kyslíku a zůstane v komatu. 
Zpočátku druhé série se Fitz potýká s problémy s řečí a myšlením, ale postupem času se opět stává plnohodnotným členem týmu. Ke konci série si Fitz domluví rande se Simmonsovou, ale tu spolkne prastarý Monolit, který měl S.H.I.E.L.D. u sebe na základně.
Na začátku třetí série získává Fitz starodávný hebrejský svitek popisující Monolit jako „smrt“ (hebrejsky מות), což Fitz není schopen přijmout. Simmonsová ale žije na druhé planetě. Fitz si začal uvědomovat, že Monolit je portál, a s pomocí Asgarďana Elliota Randolpha a Daisy Johnsnové, je schopen vstoupit na jinou planetu kde je Simmonsová. Zde ji najde a zachrání. Nakonec Daisy zničí Monolit. Simmonsová později řekne Fitzovi co zažila během šesti měsíců na cizí planetě.
V čtvrté sérii Fitz zjišťuje, že spojenec S.H.I.E.L.D.u a jeho přítel Holden Radcliffe vytvořil androida Aidu. Fitz s tím ze začátku nesouhlasí ale později změní názor a pomůže Radcliffovi Aidu zdokonalit. Mezitím je Fitz spolu s Coulsonem a Ghost Riderem vtažen mezi dvě dimenze, ale Aida je později zachrání. Poté je Fitzovo vědomí nahráno do Frameworku, virtuální reality vytvořené Radcliffem, a stává se z něj "Doktor", nemilosrdný druhý velitel Hydry, má vztah s Aidou, která je velitelkou Hydry jako Madam Hydra. Poté, co Fitz vytvoří stroj pro Aidu v reálném světě, který by dokázal vytisknout lidské tělo, je Fitz odpojen z Frameworku. V normálním světě je zdrcen, když si uvědomí co způsobil. Následně se Aida dozví, že jí Fitz nemiluje a chce se mu za to pomstít. S.H.I.E.L.D.u se nakonec podaří Aidu porazit. Krátce nato jsou všichni členové týmu kromě Fitze odvedeni neznámou skupinou.
V páté sérii byl tým v transportován do budoucnosti na vesmírnou stanici Lighthouse (v překladu Maják), ale Fitz zůstal v přítomnosti. Fitz je vzat do vojenské vazby, ale po šesti měsících mu pomůže Lance Hunter utéct. Enoch, Chronicom, mu pomáhá uniknout do tajného bunkru, kde se Fitz dozví, že zůstal v přítomnosti, aby mohl zachránit tým. Fitz se nechá zmrazit, dokud ho Enoch o 74 let později neprobudí, když dorazí na místo určení. Poté, co se Fitz a tým vrátí do současnosti, Fitz a Simmonsová se ožení. Kvůli mnoha stresujícím faktorům prochází Fitz psychickým traumaty, která umožňují dočasně znovu vynořit jeho "doktorskou" osobnost. Během závěrečné bitvy proti Glennovi Talbotovi, který vstřebal Gravitonium je Fitz pohřben pod troskami a později nalezen smrtelně zraněn, kde podlehl svým zraněním. Zároveň tým zjistí že Coulson trpí nevyléčitelnou nemocí. Na konci série Coulson umírá. Simmonsová se rozhodl najít současnou verzi Fitze, který je zmražen v hlubokém vesmíru na palubě Enochovy lodi.
V šesté sérii, Daisy a Simmonsová vedou pátrání po Fitzovi, ale Enoch musí předčasně rozmrazit Fitze, jelikož se dostali pod útok. Následně dorazí na planetu Kitson, kde se Fitz a Simmonsová sejdou, dokud se lovec Malachi neteleportuje s Fitzem. Kvůli Fitzově bezpečí se Simmonsová odevzdá Atarah, Enochově bývalému nadřízenému, aby mohli oba dva vymyslet způsob cestování časem, který by Chronicomové mohli použít pro záchranu jejich planety. Atarah uvězní Fitze a Simmonsovou v jejich vlastních myslích a nutí je spolupracovat při zjišťování jak cestovat časem. Oba nakonec osvobodí Enoch, kterému se podaří přemoct Atarah. Trojice se poté teleportuje pryč, ale končí opět na planetě Kitson, kde jsou Fitz a Simmonsová zachráněni před popravou Izel, která jim pomáhá při návratu na Zemi, zatímco Enoch jim dává sbohem. Izel věří, že se proti ní Fitz a Simmonsová spikli, a tak zavelí posádce její lodi, aby je odstranila. Ti dva jsou nakonec zachráněni týmem S.H.I.E.L.D.u a vracejí se na Zemi. Zatímco S.H.I.E.L.D. se snaží zastavit Izel, Fitz a Simmons jsou přepadeni lovci, ale zachráněni Enochem, který jim pomáhá s cestováním v čase. Fitz vytvoří LMD Coulsna aby pomohl týmu v následující misi.
V sedmé sérii zůstává Fitz pozadu, zatímco zbytek týmu je transportován do minulosti, aby zabránil Chronicomům v invazi Země a zničení S.H.I.E.L.D.u, který jim v tom brání. Na této misi Fitz chybí, ale pomáhá týmu z dálky. Ke konci série se Fitz teleportuje z hlavní časové osy na vedlejší, díky Simmonsové. Fitz poté vymyslí další plán, jak přivést svého přítele Enocha a nepřátelské Chronicomy zpět na původní časovou osu. Plán mu vyjde. Tým spolu s Fitzem úspěšně zničili invazní Chronicomy. Fitz se Simmonsovou se sejdou se svou dcerou Alyou a o rok později se rozhodnou odejít ze S.H.I.E.L.D.u, aby mohli vychovat Alyu.